# Jennie Asplund
Jennie Maria Asplund, född 24 november 1979 i Robertsfors församling, Västerbottens län, är en svensk gitarrist och musiker.
Asplund spelar i rockbandet Sahara Hotnights. Hon är äldre syster till bandets basist, Johanna Asplund. Båda kommer från Robertsfors i Västerbotten.